# 宗子卿
宗子卿（2世纪—3世纪），东汉末年南阳郡功曹。
建安二十三年（218年）十月，因南阳吏民苦于徭役，宛城守将侯音联合南阳吏民反叛，又联合控制益州的军阀汉中王刘备部下前将军关羽。南阳太守东里衮与功曹应余出逃，侯音遣骑追杀，应余被杀，东里衮被擒归。时征南将军曹仁屯樊城以镇荆州，丞相魏王曹操命曹仁回师讨侯音。宗子卿劝说侯音：“足下顺民心，举大事，远近莫不望风；然执郡将，逆而无益，何不遣之！我和你并力，等曹公的军队来了，关羽的兵也到了。”侯音从之，放了东里衮。宗子卿于是趁夜越城随东里衮聚集余民围攻侯音，曹仁军也到了，一同攻之。二十四年（219年）正月，曹仁破宛城，斩侯音。
赵一清认为当时的南阳功曹应是应余，非宗子卿。卢弼认为郡功曹不止一人，应余和宗子卿都是南阳郡功曹。